# Les Nouvelles Aventures de Fifi Brindacier
Cet article concerne le film. Pour les autres significations, voir Fifi Brindacier (homonymie).
Pour plus de détails, voir Fiche technique et Distribution.
Les Nouvelles Aventures de Fifi Brindacier (The New Adventures of Pippi Longstocking) est un film suédo-américain réalisé par Ken Annakin, sorti en 1988.

## Synopsis
Après un naufrage, Fifi Brindacier se retrouve isolée sur une île déserte avec son cheval.

## Fiche technique
- Titre : Les Nouvelles Aventures de Fifi Brindacier
- Titre original : The New Adventures of Pippi Longstocking
- Réalisation : Ken Annakin
- Scénario : Ken Annakin d'après les romans Fifi Brindacier d'Astrid Lindgren
- Musique : Misha Segal
- Photographie : Roland Smith
- Montage : Ken Zemke
- Production : Ken Annakin, Gary Mehlman et Walter Moshay
- Société de production : Columbia Pictures, Longstocking Productions et Svensk Filmindustri
- Société de distribution : Columbia Pictures
- Pays :  Suède et  États-Unis
- Genre : Aventure, fantastique et film musical
- Durée : 104 minutes
- Dates de sortie : 
  - États-Unis : 29 juillet 1988
  - Suède : 9 septembre 1988

## Distribution
- Tami Erin : Fifi Brindacier
- David Seaman : Tommy Settigren
- Cory Crow : Annika Settigren
- Eileen Brennan : Mlle. Bannister
- Dennis Dugan : M. Settigren
- Dianne Hull : Mme. Settigren
- George DiCenzo : M. Blackhart
- J.D. Dickinson : Rype
- Chub Bailly : Rancid
- Dick Van Patten : Greg l'homme glue
- John Schuck : le capitaine Efraim Brindacier
- Branscombe Richmond : Fridolf
- Romy Mehlman : Lisa
- Geoffrey Seaman : Billy
- Bridget Brno : Chrissy
- Christopher Broughton : Manuel
- Carole Kean : Mlle. Messerschmidt
- Leila Lee Olsen : Mlle. Ward
- Clark Niederjohn : Jake

## Box-office
Le film a rapporté 3,6 millions de dollars au box-office américain.